# Amittai ben Shefatiah

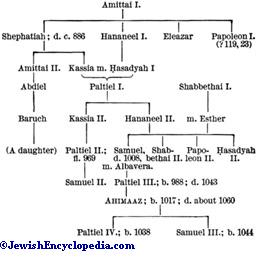
Albero genealogico della famiglia di Amittai

Amittai ben Shefatiah (Oria, 850/860 – Oria, 920/930) è stato un poeta ebreo italiano.

## Biografia

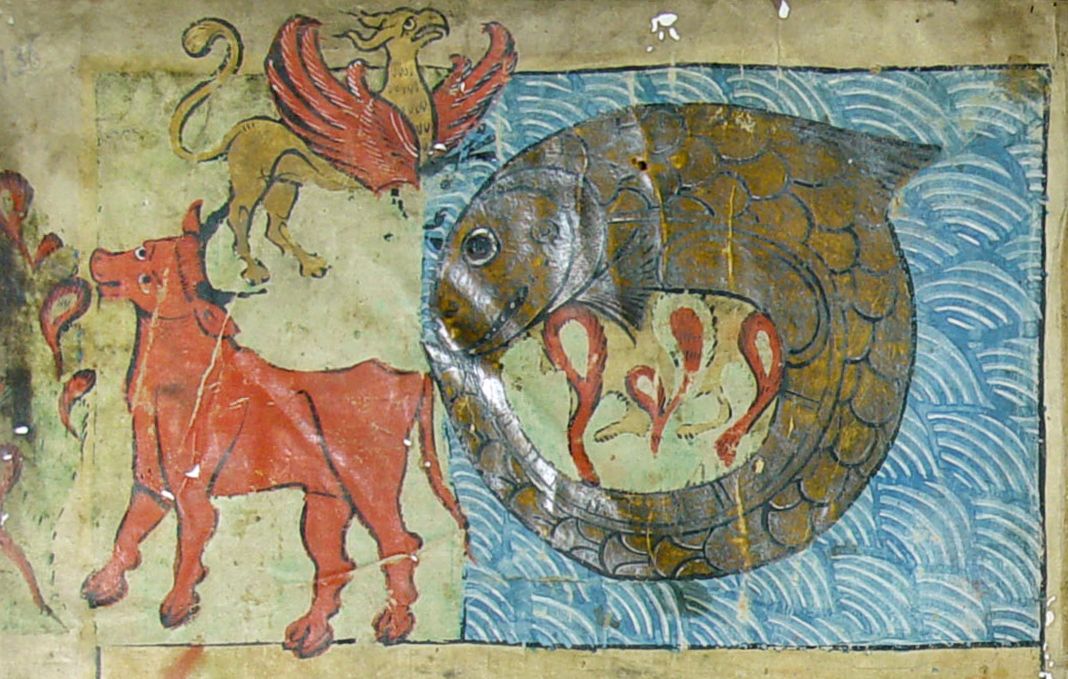
(Da sinistra a destra) Behemot, Ziz e Leviatano

Amittai il Giovane nacque nel IX secolo a Oria da una eminente famiglia ebraica della città, nipote di Amittai "il Vecchio" e figlio di Shefatiah, si distingue per l'originalità dei suoi componimenti poetici che sembrano anticipare talune tematiche trattate nel Sepher haZohar. Antenato del cronista Ahimaaz ben Paltiel, noto conoscitore Torah e della mistica ebraica. Scrisse numerosi componimenti poetici, di cui restano quaranta frammenti (alcuni già composti dal nonno) tra i quali un importante poema su Mosè.

## Mitologia

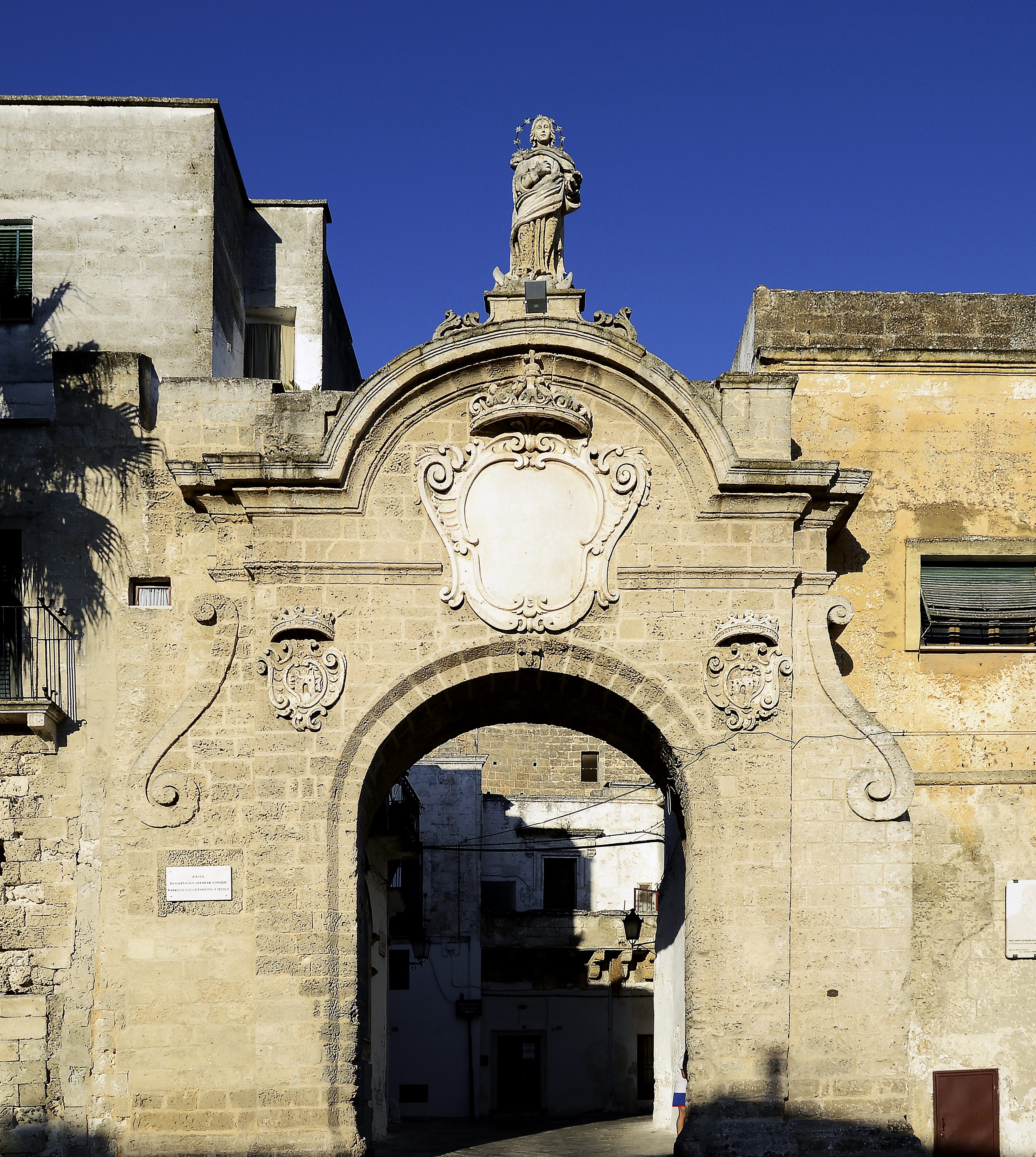
Oria, Porta degli Ebrei

Nei suoi componimenti sono descritte creature bibliche presenti nell'immaginario ebraico tra cui il Leviatano e lo Ziz.